# Зарічне (Біловський міський округ)
Зарі́чне (рос. Заречное) — село у складі Біловського міського округу Кемеровської області, Росія.

## Населення
Населення — 454 особи (2010; 545 у 2002).
Національний склад (станом на 2002 рік):
- росіяни — 65 %